# Crudia bibundina
Crudia bibundina är en ärtväxtart som beskrevs av Hermann August Theodor Harms. Crudia bibundina ingår i släktet Crudia, och familjen ärtväxter. IUCN kategoriserar arten globalt som akut hotad. Inga underarter finns listade i Catalogue of Life.